# Gaspare Pisciotta
Gaspare Pisciotta (né le 5 mars 1924 à Montelepre, près de Palerme en Sicile - mort le 9 février 1954 à Palerme) était un bandit et criminel italien du milieu du XXe siècle, figure de l'histoire sicilienne.

## Biographie
Gaspare Pisciotta dit « Aspanu », est l'ami et le complice du célèbre Salvatore Giuliano. Il est l'un des responsables du massacre de Portella della Ginestra où, le 1er mai 1947, 11 personnes sont abattues (dont 2 enfants) lors d'un rassemblement pour une manifestation. Ce sont des ouvriers, militants de gauche, qui étaient opposés au « Latifundium ». Pisciotta et Giuliano, plutôt de droite et liés à la mafia, étaient partisans d'une Sicile indépendante.
Son amitié pour Giuliano ne l'empêche pas de le trahir et ce dernier est abattu le 4 juillet 1950. Pisciotta est bientôt arrêté et finit en prison. Il meurt lors de sa détention le 9 avril 1954. De la strychnine fut versée dans son café et Pisciotta mourut empoisonné peu avant son témoignage à propos de son passé de bandit criminel. La mafia fut fortement suspectée de l'avoir éliminé pour le faire taire à jamais.

## Pisciotta dans les arts
- 1986 : Salvatore Giuliano, opéra de Lorenzo Ferrero

### Cinéma
- 1962 : Salvatore Giuliano de Francesco Rosi
- 1972 : Enquête sur la mort par empoisonnement du détenu Pisciotta Gaspare (Il caso Pisciotta) d'Eriprando Visconti
- 1987 : Le Sicilien (The Sicilian) de Michael Cimino
- 1995 : Don Salvatore - l'ultimo Siciliano (it), film pornographique de Joe D'Amato
- 2003 : Segreti di stato (it) de Paolo Benvenuti.